# 西苕溪
西苕溪，又称龙溪港，是浙江省的一条河流，注入太湖，因天目山北支“遍山生苕”的广苕山而得名。
上游有南溪、西溪两个源头。正源西溪源于浙江省安吉县、安徽省宁国市交界处的天目山北侧，南北龙山之间的天锦堂。向东北流至安吉县塘浦乡，会合南溪后称西苕溪。后又分两支，北支沿西苕溪故道，南支沿1889年以后的西苕溪干流，两支汇合在一起后在在湖州市与东苕溪汇合，成为苕溪。
干流长145公里，流域面积2274平方公里，多年平均流量52立方米/秒，为浙江省北部重要的通航河流。